# 버룩 칼리지

바루크 칼리지(Baruch College)는 미국 뉴욕시 맨해튼 One Bernard Baruch Way (55 Lexington Ave. at 24th St)에 위치한 뉴욕 시립 대학교의 최상위 4년제 대학으로 뉴욕 시에서 주관하는 공립 대학이다. 공식 명칭은 'Bernard M. Baruch College - The City University of New York'이며, 미국 최대의 규모를 자랑하는 지클린 경영대와 더불어 와이즈먼 문리대, 그리고 막스 정치외교대학은 모두 학부와 대학원 프로그램을 제공하고 있으며, 특히 회계학, 재무학 등으로 유명한 지클린 경영대는 지속적으로 미국 최고의 순위권 내에 등재된다.

회계학과의 경우 뉴욕지역 최고 수준을 자랑하며  Public Accounting Report(미국의 200개 대학교의 1000명이 넘는 회계학 교수들이 참여하여 회계학 Ranking을 집계하기 때문에 가장 신뢰할 수 있는 회계학 랭킹 중 하나이다. 실제로 빅4를 비롯한 회계법인들도 PAR 순위를 참고한다) Top 25(티어1)안에 해마다 랭크되는 학교이다. 회계학은 학부와 대학원 모두 뉴욕에서 가장 높은 순위를 자랑한다 

대학 소속 MBA인 지클린 경영 대학 (The Zicklin School of Business)은 전미 경영 대학원 55위에 랭크되어 있으며, 세부전공인 금융공학(Financial Engineering) 부분에서는 전미 1위에 랭크되었다. #. 이외에도 와이즈만 문리 대학 (The Weissman School of Arts and Sciences)과 국제 공공정치 대학 (The School of Public and International Affairs)에서 학위를 수여하고 있다.

매년 미국 대학 순위를 매기는 포브스(Forbes)에서 바루크 칼리지는 2021년 전미 6,000여개의 대학교 중 랭킹 64위를 기록했다.  US NEWS에서는 미국 북부지역 16위를 기록했다.

## 역사
1919년, 뉴욕 시 첫 공립 대학이었던 뉴욕시립대학교(City University)의 전신 시티 칼리지(City College)에 경영 및 국제관계학 학부가 들어섰다. 이 경영학부는 1935년에 이르러 시티 칼리지 내부에서 주요한 학부로 자리잡았고 졸업생으로서 많은 돈을 기부했던 투자은행가 버나드 바루크(Bernard Baruch)의 이름을 따 바루크 스쿨 (Baruch School)로 개칭하였다. 1961년 넬슨 록펠러가 뉴욕 시 교육 법을 발의하며 뉴욕시립대학교 체계가 재정비되었고 바루크 스쿨은 1968년 뉴욕시립대학교 산하의 바루크 칼리지 (Baruch College)로 독립하게 되었다.

## 캠퍼스
바루크 칼리지는 크게 학교의 주축인 '뉴먼 버티컬 캠퍼스 빌딩 (Newman Vertical Campus)', 과거의 본부였던 '23번가 빌딩 (23rd St Building)', 그리고 뉴먼 도서관 (Newman Library)이 들어서 있는 '정보기술 빌딩 (Information and Technology Building)'으로 이루어져 있다.
바루크 칼리지의 <William & Anita Newman Vertical Campus>는 총 $327만불이 투입되어 2001년 8월에 건립된 새 캠퍼스로,
지하 3층,지상 15층의 캠퍼스로 KPF사에서 설계를 맡았다.
또한 뉴욕의 맨하탄 도심에 위치한 특성상 Vertical building 형태를 하고 있으며, 여느 대학과는 다른 오피스빌딩과 같은 외형을 지닌 캠퍼스다.
https://web.archive.org/web/20151007144033/http://www.kpf.com/project.asp?ID=1

## 구성
바루크 칼리지는 세 대학으로 구성되어 있다.
막스 정치외교대학 (Marxe School of Public and International Affairs)
정치(Public Affairs)및 국제외교(International Relations) 분야의 학사 및 석사 학위를 제공한다.
지클린 경영대학 (The Zicklin School of Business)
경영학에 관련된 19개 분야에서 경영학사를 수여하며 14개 분야에서 석사 학위를 수여한다.
와이즈만 문리대학 (The Weissman School of Arts and Sciences)
26개의 인문 및 자연과학과 같은 순수학문 학과에서 학사 학위를 수여하며 기업 커뮤니케이션과 심리학, 금융공학과 산업 조직학 석사 과정을 제공한다

## 월스트리트와의 관계
월스트리트와의 커넥션이 좋은 학교.
위치적인 이점으로 정규학기 및 방학 시기에 여러 유명 금융기관 및 투자은행 BB에서의 인턴쉽 및 네트워킹이 활발하게 이루어진다.
투자은행인 제이피모건에서 프론트 오피스(Front Office:인베스트먼트 뱅킹 등 직접적인 수익을 창출하는 업무) 로 일하는 직원 배출 순위에서 아이비리그 학교들과 함께 전미 5위를 차지하였으며, 트레이딩, 퀀트 업무와 같은 미들오피스를 포함한 전체 직원 배출순위는 압도적인 전미 1위이다. 아이비리그 출신이 아니면 입사하기가 어려운 골드만 삭스의 Front Office 배출순위도 지속적으로 많이 하고 있으며, 모건 스탠리의 경우에도 하버드, 워튼스쿨, LSE 등과 함께 전체 직원중 가장 많은 졸업생을 배출했다.

## 파트너십
지클린 - JP모건 체이스 (Zicklin-JP Morgan Chase Partnership)
지클린 경영대학원 (Zicklin School of Business)은 JP Morgan Chase와의 파트너쉽을 체결하고 있다.
CFA 프로그램 CFA Program Partner
Baruch College는 미국 34개의 CFA Program Partners중의 하나로서, 학생들에게 CFA 기관의 교재, 저널 등을 포함한 자료들과 할인된 CFA 응시료를 제공하고 있다.

## 주요동문
- Matthew C Blank - 쇼타임 (텔레비전 네트워크) 대표이사회장
- Adam Neumann ('17) WeWork (위워크) CEO/ 창업자
- Trevor Edwards - 나이키 브랜드 사장
- Sidney Harman - 뉴스위크 소유주, 하만 인터네셔널/ 하만카돈 창업자
- Carl Beastie ('07) - 뉴욕주의회 하원의장
- Ralph Lauren - 폴로 랄프 로렌 회장/ 창업자
- Jennifer Lopez - 미국의 배우, 댄서, 패션 디자이너, 영화 감독, 가수
- Joseph A. Ripp - TIME Inc 타임 (잡지) 대표이사 회장
- Stan Ross - 회계법인 Ernst & Young 전 부회장
- George Weissman ('39)  - 필립 모리스 인터내셔널 전 대표이사 회장, 링컨 센터 전 이사회 의장
- Larry Zicklin ('57) - Neuberger Berman (前 리만브라더스 계열사) 회장

## 대학순위
- 2021년도 "Fobes" 의 미국 대학 랭킹에서 바루크 칼리지는 전미 64위를 기록했다.[10]
- 《U.S. 뉴스 & 월드 리포트》의 2021년도 America's Best Colleges 순위에 의하면 바루크 칼리지는 미국 동부 지역 대학 16위, 공립대학 3위를 기록하였다.[11]
- 2017년도 "Money Magazine" 의 "Best Colleges" 랭킹에서 바루크 칼리지는 전체대학순위 전미 2위 공립대학(주립, 시립)순위에서는 전미 1위를 기록하였다.[10]
- 2019년도 바루크 칼리지의 금융공학석사 (Master of Financial Engineering) 프로그램은 컬럼비아 대학교(Columbia University)와 카네기 멜론 대학교 (Carnegie Mellon University), 캘리포니아 대학교 버클리 (UC Berkeley)를 제치고 전미 2위를 차지했다.[12]
- 2013년도 월간 워싱턴(Washington Montly)에 따르면 바루크 칼리지는 등록금대비 졸업장의 값어치 Best Bang for the Ranking 부문에서 1572개의 대학중 3위에 등재되었다.[13]
- The Princeton Review에 따르면, 바루크 칼리지는 2008년도 "최고의 가치를 지닌 학부 기관(The nation's best value undergraduate institutions)"과, 2009년도 "최고의 대학원(Best Graduate Schools)"와 "최고의 비즈니스스쿨(Best Business Schools)" 등의 리스트에 기재되었다.[14]
- 바루크 칼리지 지클린경영대학원 MBA 프로그램은 "졸업 이후 최고의 경제적 가치 (With Most Financial Value at Graduation)"를 지닌 상위 10대 대학으로 평가되었다.[15]

- Entrepreneur와 The Princeton Review의 Top 25 Entrepreneurial Colleges 랭킹에서 바루크 지클린은 학부 프로그램 6위, 대학원 프로그램 9위에 등재되었다.[16]

- 《U.S. 뉴스 & 월드 리포트》는 2009년 바루크 칼리지의 경영 학부 프로그램을 뉴욕-뉴저지 지역 2위, 미국 전역 33위로 선정하였다. (U.S. News & World Report, "America's Top Colleges 2009")

- 2019년도 《U.S. 뉴스 & 월드 리포트》에서 바루크 칼리지의 막스 정치외교대학 (Marxe School of Public and International Affairs)의 정치학 석사 프로그램은 전미 34위를 기록하였다.

## 학생 생활
러들로 빌딩(101 Ludlow Street)은 맨해튼에 위치한 고층 빌딩으로 학교의 기숙사로 활용되고 있다. 바루크 칼리지의 학생들의 다양성 지수는 높은 편으로 2010년도 기준 미국 전체 2위이다.

플라자(Plaza)는 바루크 칼리지 메인 캠퍼스와 도서관 건물 사이 맨해튼 25th Street을 Interim Pedestrian Plaza로 지정하여 한 블럭 전체를 바루크 칼리지 학생들의 공간으로 활용되도록 뉴욕시로부터 승인을 받아 2012년 12월 완공되었다.